# Cyprian Brady
Cyprian Brady (* 26. Juni 1962 in Dublin) ist ein irischer Politiker (Fianna Fáil).

## Leben
Bradys Bruder, Royston Brady, war von 2003 bis 2004 Lord Mayor of Dublin. Cyprian Brady selbst arbeitete als Beamter und leitete für 20 Jahre das Wahlkreisbüro des vormaligen Taoiseach Bertie Ahern.
2002 wurde Cyprian Brady in den Seanad Éireann durch den Taoiseach nominiert. 
Bei den Wahlen zum Dáil Éireann 2007 konnte er trotz einer geringen Stimmenzahl im Wahlkreis Dublin Central einen Sitz erringen. Sein Sieg gelang nur durch einen erheblichen Stimmentransfer von Bertie Ahern zulasten der ebenfalls als Kandidatin der Fianna Fáil kandidierenden Mary Fitzgerald. Bei den Wahlen zum Dáil Éireann 2011 blieb Brady der Erfolg versagt. Brady beriet fortan Unternehmen bei ihrem Engagement in der VR China. 